# Dinckleria fruticella
Dinckleria fruticella är en bladmossart som först beskrevs av Hook.f. et Taylor, och fick sitt nu gällande namn av J.J.Engel et Heinrichs. Dinckleria fruticella ingår i släktet Dinckleria och familjen Plagiochilaceae. Inga underarter finns listade i Catalogue of Life.